# Walk Along
A Walk Along (magyarul: Menj tovább!) egy dal, amely Hollandiát képviselte a 2015-ös Eurovíziós Dalfesztiválon. A dalt a holland Trijntje Oosterhuis adta elő angol nyelven Bécsben. Az énekesnőt a holland televízió kérte fel az ország képviseletére. A dalt 2014. december 11-én mutatták be nyilvánosan. 

## Eurovíziós Dalfesztivál
A dalt az Eurovíziós Dalfesztiválon a május 19-i első elődöntőben adta elő, fellépési sorrendben negyedikként a Belgiumot képviselő Loïc Nottet Rhythm Inside című dala után, és a Finnországot képviselő Pertti Kurikan Nimipäivät Aina mun pitää című dala előtt. Az elődöntőben a tizennegyedik helyen végzett, így nem jutott tovább a május 23-i döntőbe.
A következő holland induló Douwe Bob Slow Down című dala volt a 2016-os Eurovíziós Dalfesztiválon.

## Toplista
| Ország    | Toplista       | Csúcspozíció |
| --------- | -------------- | ------------ |
| Hollandia | Single Top 100 | 7.           |
| Hollandia | Dutch Top 40   | 35.          |